# Halasi Béla (labdarúgó)
Halasi Béla, Hradszky (1923 –) labdarúgó, csatár.

## Pályafutása
1944 márciusában a BSZKRT-ból a Szabadkai VAK-ba, majd onnan októberben a Juta Bátorihoz igazolt.
1948 és 1952 között a Bp. Dózsa csapatában játszott. 1950 és 1952 között sorozatban háromszor szerzett bajnoki bronzérmet a csapattal. Az élvonalban összesen 50 mérkőzésen szerepelt és 27 gólt szerzett.

## Sikerei, díjai
- Magyar bajnokság
  - 3.: 1950-ősz, 1951, 1952